# Eubranchidae
Eubranchidae é uma família taxonômica de lesmas marinhas, moluscos gastrópodes marinhos da superfamília Aeolidioidea, os nudibrânquios aeólidos.

## História taxonômica
Os gêneros nesta família foram movidos para a família Fionidae como resultado de um estudo de filogenética molecular. Isso foi revertido em 2017 com mais evidências de DNA e uma reinterpretação das características de gênero e família.

## Gêneros e espécies
Gêneros e espécies dentro da família Eubranchidae incluem:
- Aenigmastyletus Martynov, 1998
  - Aenigmastyletus alexei Martynov, 1998
- Amphorina Quatrefages, 1844
- Eubranchopsis
  - Eubranchopsis virginalis Baba, 1949
- Eubranchus Forbes, 1838 - 44 species
- Galvinella Eliot, 1907
  - Galvinella antarctica Eliot, 1907
- Leostyletus Martynov, 1998
  - Leostyletus misakiensis (Baba, 1960)
  - Leostyletus pseudomisakiensis Martynov, 1998

Subfamílias e gêneros trazidos como sinônimo:
- Capellinia Trinchese, 1874: sinônimo de Eubranchus Forbes, 1838
- Dunga Eliot, 1902: sinônimo de Eubranchus Forbes, 1838
- Egalvina Odhner, 1929: sinônimo de Eubranchus Forbes, 1838
- Galvina Alder & Hancock, 1855: sinônimo de Eubranchus Forbes, 1838
- Nudibranchus Martynov, 1998: sinônimo de Eubranchus Forbes, 1838
- Produnga Martynov, 1998: sinônimo de Eubranchus Forbes, 1838